# شارلوت دو موناكو
الأميرة شارلوت دوقة فالنتينوا (شارلوت لويز جولييت غريمالدي؛ 30 سبتمبر 1898 - 16 نوفمبر 1977)؛ كانت أميرة موناكو الوراثية، هي ابنة لويس الثاني أمير موناكو ووالدة الأمير رينيه الثالث، بين عامي 1922 حتى عام 1944 كانت أميرة موناكو الوراثية باعتبارها الوريثة المفترضة للعرش.

## الولادة والتبني
ولدت شارلوت لويز جولييت دي موناكو في قسنطينة، الجزائر الفرنسية، تم اعتبارها ابنة غير الشرعية لـ ماري جولييت لوفيت مغنية ملهى ووالدها لويس أمير موناكو الوراثي، كان ابن ووريث حاكم موناكو الأمير ألبير الأول، لم يكن للويس أطفال أو أشقاء شرعيون، لذلك حتى قبل أن يخلف والده كأمير لويس الثاني، سعت الإمارة إلى منع أزمة الخلافة المتوقعة قبل أن تخطئ جارتها الجمهورية الفرنسية إذا سقط العرش يومًا ما في أيدي لويس، كان أقرب الأقرباء القانونيين هو ابن عمه فيلهلم دوق أوراخ الثاني والذي على الرغم من ولادته ونشأته في مونت كارلو باعتباره ابن فلورستين أميرة موناكو إلا أنه اعتبر مواطنًا ألمانيًا ومالكًا للأملاك هناك وكان قريب من جهة والده لملوك فورتمبيرغ، وفي 15 مايو 1911 صدر قانون يعترف بها باعتبارها ابنة لويس، وأُعلن أنها عضو في الأسرة الحاكمة في العائلة الحاكمة، على الرغم من أن هذا القانون اعتبر لاحقًا غير صالح بموجب قوانين عام 1882، إلا أنه تم إصدار مرسوم بتاريخ 30 أكتوبر 1918 للسماح بتبنيها في الأسرة الحاكمة بدلاً من ذلك، لذلك تبناها لويس في باريس في 16 مايو 1919، مما منح لها لقب عائلته غريمالدي، بينما منحها جدها اللقب التقليدي لوريث الإمارة دوقة فالنتينوا لمدى الحياة، أصبحت شارلوت الوريثة المفترضة للعرش كأميرة وراثية عندما توفي جدها ورث والدها التاج الأميري في عام 1922.

## الزواج
تزوجت مدنيًا في 18 مارس ودينيًا في 19 مارس 1920 في موناكو، بحيث رتب لها لويس زواجها من الكونت بيير دي بوليناك المولود في منطقة بريتاني، وأيضا أخذ لقب غريمالدي بموجب أمر الأميري وأصبح أمير من عائلة موناكو الأميرية، وكان الزوجان طفلين:
- الأميرة أنطوانيت لويز ألبرت سوزان (28 ديسمبر 1920 - 18 مارس 2011).
- رينيه الثالث أمير موناكو (31 مايو 1923 - 6 أبريل 2005).

لكن زواجهما لم يكن متناغماً، وانفصلا في 20 مارس 1930 بسبب مثليته الجنسية، وتركته شارلوت لتعيش مع طبيبها وعشيقها الإيطالي دالمازو، تم الطلاق بينهما في 18 فبراير 1933 بموجب مرسوم من قبل والدها الأمير لويس الثاني.

## الحياة اللاحقة
في 30 مايو 1944 قبل يوم من عيد ميلاد ابنها الحادي والعشرين، وبالاتفاق الكامل مع والدها، تخلت شارلوت عن حقوقها في العرش وتنازلت عنها لصالح ابنها رينيه بشرط ألا يتوفى قبلها، ومنذ ذلك التاريخ لم تعد أميرة موناكو الوراثية، على الرغم من احتفاظها بلقب أميرة موناكو.
التحقت بالجامعة في وقت متأخر من حياتها وحصلت على شهادة في العمل الاجتماعي، بعد أن تولى ابنها العرش في عام 1949، انتقلت الأميرة شارلوت للعيش في قلعة مارشيه ملكية غريمالدي خارج باريس، رغم اعتراض أبنائها خوفاً على سلامتها، إلا أنها حولت العقار إلى مركز لإعادة تأهيل المحكوم عليهم السابقين، وعاشت في العقار مع عشيقها، وهو لص مجوهرات فرنسي سابق مشهور يُدعى رينيه غيرييه والملقب بـ "رينيه لا كان".
توفيت في 16 نوفمبر 1977 في باريس .